# Erika Abels d’Albert
Erika Abels d´Albert, eredeti nevén Erika Abeles (Berlin, 1896. november 3. – Párizs, 1975) osztrák festőnő, grafikus és divattervező.

## Élete
Erika Abels d´Albert polgári művészcsaládban nőtt fel. Édesapja Dr. Ludwig W. Abels (1867–1937) író és művész, édesanyja Anna Emilie Abels (született Mewes) Berlin környékéről származott. Erika Abels d´Albert-et több kapcsolat is fűzte Magyarországhoz. 
Nagyapja Salomon Abeles (1828–1911) az Osztrák–Magyar Monarchia ismert óra-nagykereskedője volt. Fő boltja Bécsben, a Graben-en volt található, emellett Budapesten a Deák Ferenc utca 21. szám alatt is üzemeltetett egy órás boltot. Erika Abels d´Albert nagynénje, Clara Abeles 1884-ben házasságot kötött a pesti származású Julius Spitzer-rel. Ebből a frigyből három gyermek született: Gretel, Lili és Helene.

## Munkássága
Erika Abels d´Albert Bécsben, Irma Duczynska (1869–1932), Elza Kövesházi-Kalmár (1876–-1956) és Felix Albrecht Harta (1884–1967) magán festőiskolájában szerzett művészi képzettséget. Legelőször tizenhat évesen vett részt műveivel (portrék, csendélet, divattervezés, akt) egy csoportos kiállításon a nyilvánosság előtt. A következő években neves kiállítótermekben és galériákban állította ki műveit, többek között a bécsi Künstlerhaus-ban, a Galerie St. Lucas-ban (1920 és 1922-ben) és a Museum für Kunst und Industrie-ben. 1930-ban részt vett a „Vereinigung bildender Künstlerinnen Österreichs“ (Ausztria Alkotó Művésznőinek Egyesülete) kiállításán is.
A kora harmincas években Párizsba emigrált, ahol szintén több kiállításon is részt vett. A Galerie Gregoire Schustermann-ban (1935) és 1938-ban a Salon d´Automne-ben állította ki munkáit. A későbbi művészi tevékenységéről a mai napig nincsenek biztos adatok. Erika Abels d´Albert 1975-ben Párizsban hunyt el, elszegényedve.

### Alkotások
Erika Abels d´Albert munkáiról a mai napig sajnos nem sokat tudunk. Festett portrékat, csendéletet és aktokat. Eredetiségéről csupán három munkája bizonyítható. A Wien Museum-ban található olajfestménye, a „Strassenbahnschaffnerin” 1919-ből, az Albertina-ban fellelhető egy szénrajz „Kopf einer Frau in mittleren Jahren” (1924) és egy krétarajz „Sitzender Rückenakt” (1921).